# Hrabstwo Delta (Teksas)

Piramida wieku hrabstwa

Hrabstwo Delta – hrabstwo położone w Stanach Zjednoczonych, w północno-wschodniej części stanu Teksas, jedno z mniejszych hrabstw w tym stanie. Siedzibą władz hrabstwa jest jego największe miasteczko Cooper, zamieszkałe przez ok. 35% mieszkańców hrabstwa. Inne miejscowości to: Pecan Gap, Klondike, Enloe i Charleston.
Na terenie hrabstwa znajduje się park stanowy Cooper Lake, założony w 1996 roku. Obejmuje on ok. 3000 akrów wybrzeża jeziora Cooper Lake. Park leży częściowo na terenie hrabstwa Hopkins.

## Historia
Prace nad utworzeniem hrabstwa rozpoczęły się w 1868 roku, terytorium hrabstwa wydzielono w 1870 r. z hrabstw Hopkins i Lamar, a ostatecznie hrabstwo powstało w 1871 roku. Nazwę Delta nadano hrabstwu ze względu na jego trójkątny kształt, przypominający tę grecką literę.
Hrabstwo Delta pozostawało "suche" przez długi czas, w tym przez "erę populistyczną" i było jednym z ostatnich "suchych hrabstw" (dry county) we Wschodnim Teksasie. Status ten zmienił się w 2015 roku i obecnie sprzedaż alkoholu jest dozwolona.

## Gospodarka
Gospodarka hrabstwa opiera się głównie na rolnictwie. Wśród dominujących upraw znajdują się bawełna, pszenica i soja. Dodatkowo, dzięki obecności Parku Stanowego Cooper Lake, pewną rolę odgrywa również turystyka, rekreacja i akwakultura.

## Demografia
Według danych Amerykańskiego Spisu Ludności (ACS) z lat 2019-2023, mieszkańcy deklarują głównie pochodzenie „amerykańskie” (10,1%), irlandzkie (10%), angielskie (10%), mieszane (9%), afroamerykańskie (8,3%), meksykańskie (8,3%) i niemieckie (6,2%). Ponad trzy czwarte (78,5%) mieszkańców stanowili biali niebędący Latynosami.

## Sąsiednie hrabstwa
- Hrabstwo Lamar (północ)
- Hrabstwo Red River (wschód)
- Hrabstwo Franklin (wschód)
- Hrabstwo Hopkins (południe)
- Hrabstwo Hunt (południowy zachód)
- Hrabstwo Fannin (północny zachód)

## Główne drogi
Przez teren przebiegają wyłącznie lokalne drogi należące do dróg stanowych:
- Droga stanowa nr 19
- Droga stanowa nr 24
- Droga stanowa nr 154